# Urceola elastica
Urceola elastica là một loài thực vật có hoa trong họ La bố ma. Loài này được Roxb. miêu tả khoa học đầu tiên năm 1798.